# Portage-du-Fort
Portage-du-Fort är en bykommun (municipalité de village) i provinsen Québec i Kanada. Den ligger i regionen Outaouais, i den sydöstra delen av landet, 80 km väster om huvudstaden Ottawa.
Kommunen är officiellt tvåspråkig (franska och engelska), med 89 % engelsktalande och 11 % fransktalande (modersmålstalare) vid folkräkningen 2021.